# Bunyavirales
Bunyavirales è l'unico ordine appartenente alla classe di virus Ellioviricetes; il genoma è un RNA monocatenario segmentato a polarità negativa (sono presenti tre segmenti di RNA monocatenari e circolari). Fino al 2017 erano classificati come famiglia, con il nome di Bunyaviridae.
Il virione ha forma sferoidale delle dimensioni di circa 100 nanometri. Le glicoproteine virali sono inserite sul pericapside. I virus Bunyavirales compiono l'intero ciclo replicativo nel citoplasma, e successivamente maturano per gemmazione, all'interno di vescicole associate all'apparato di Golgi.
Quelli che in precedenza erano generi della famiglia Bunyaviridae (Hantavirus, Nairovirus, Orthobunyavirus, Phlebovirus, Tospovirus) sono stati riorganizzati in famiglie.
Attualmente l'ordine Bunyavirales contiene le famiglie: Arenaviridae, Cruliviridae, Feraviridae, Fimoviridae, Jonviridae, Hantaviridae, Leishbuviridae, Mypoviridae, Nairoviridae, Peribunyaviridae, Phasmaviridae, Phenuiviridae, Tospoviridae, Wupedeviridae.

## Patogenicità
Ad eccezione degli Hantavirus e Arenavirus, tutti gli altri virus sono trasmessi da artropodi, e pertanto rientrano nel grande gruppo degli Arbovirus, ossia "virus trasmessi da artropodi".
Le principali manifestazioni patologiche includono manifestazioni esantematiche, febbre, encefaliti, dolori articolari, meningiti ecc.

### Febbre da flebotomi
Il genere interessato è quello dei Bunyavirus, che esiste sotto forma di due tipi antigenici (tipo Napoletano e tipo Siciliano), trasmessi da flebotomi (pappataci); questo virus trova il suo habitat naturale nei roditori, e i sintomi più comuni sono rappresentati da febbre, cefalea, fotofobia, dolori articolari, malessere generale, associato spesso a vomito e nausea (ad oggi non sono state documentate forme letali di questo virus). La malattia ha la tendenza alla guarigione spontanea.

#### Febbre emorragica del Congo e della Crimea
Il genere interessato è quello dei Nairovirus, è trasmesso da zecche, e induce forme di febbre gravi, associate ad emorragie ad alta mortalità.

### Hantavirus
È l'unico Bunyavirus che non è trasmesso da artropodi, ma solitamente viene contratto per inalazione di aerosol di escreti (urine, feci) di piccoli mammiferi. Questi virus sono responsabili di gravi forme epidemiche di gravi lesioni renali, che si presentano con il quadro clinico tipico di una Febbre emorragica, e di una grave forma di polmonite essudativa con elevatissima mortalità.

## Metodi di identificazione
Solitamente la diagnosi eziologica avviene mediante ricerca del genoma virale, con esperimenti di ibridazione molecolare e anche mediante la ricerca di anticorpi specifici nel siero del paziente (anti-IgM). Non esiste una terapia antivirale specifica.